# Лиса Гарднър
Лиса Гарднър (на английски: Lisa Gardner) е американска писателка на произведения в жанра трилър и криминален роман. Пише любовни романи под псевдонима Алисия Скот (Alicia Scott).

## Биография и творчество
Лиса Гарднър е родена през 1971 г. в Хилсборо, Орегон, САЩ. Започва да пише още в гимназията и на 17 години завършва първия си ръкопис. През 1993 г. завършва специалност международни отношения в Университета на Пенсилвания. След дипломирането си работи като консултант анализатор в Бостън в международната одиторска компания „Оливър Уайман“.
Първият ѝ любовен роман „Разходка след полунощ“ (Walking After Midnight) от едноименната поредица е издаден през 1992 г. под псевдонима Алисия Скот.
През 1997 г. се обръща към криминалната литература с романа „Перфектният съпруг“ (The Perfect Husband) от поредицата „Профайлър на ФБР“. Романът става бестселър в списъка на „Ню Йорк Таймс“ и я прави известна. През 2001 г. е екранизиран във филма „Инстинкт за убиване“ с участието на Марк Дакаскос.
През 2004 г. участва в популярния за началото на века литературен експеримент, в който няколко автори пишат съвместно едно произведение. Заедно с Кайли Линдс, Рита Мей Браун, Катрин Невил, Линда Феърстийн, Дженифър Крузи, Хедър Греъм, Кей Хупър, Ан Пери, Кати Райкс, Джули Смит, Тина Уайнскот, и под редакцията на Марша Тали, създават романа „Бих убил за това“ (I'd Kill for That).
През 2005 г. е издаден първият ѝ роман „Сам“ от поредицата „Детектив Д. Д. Уорън“. Вторият роман от поредицата „Крий се“ е екранизиран през 2011 г. в едноименния филм с участието на Карла Гуджино. Третият роман от поредицата, „Съседът“ (The Neighbor), получава през 2010 г. международната награда за трилър и голямата награда за полицейски роман на Франция.
През 2003 г. получава награда за цялостен принос към романтичната литература от списание Romantic Times, а през 2019 г. е удостоена с награда за отлични постижение в криминалната литература.
Произведенията на писателката често са издадени в над 20 милиона екземпляра по света.
Лиса Гарднър на живее със семейството си в Ню Хемпшир.

## Произведения

### Като Лиса Гарднър

#### Самостоятелни романи
- The Other Daughter (1999) – награда „Дафни дю Морие“
- The Survivors Club (2001)
- I'd Kill for That (2004) – в съавторство с Рита Мей Браун, Дженифър Крузи, Линда Феърстийн, Кей Хупър, Хедър Греъм, Катрин Невил, Ан Пери, Кати Райкс, Джули Смит и Тина Уейнскот
- Before She Disappeared (2021)

#### Серия „Профайлър на ФБР“ (FBI Profiler)
1. The Perfect Husband (1997)
2. The Third Victim (2001)
3. The Next Accident (2001)
4. The Killing Hour (2003)
5. Gone (2006)
6. Say Goodbye (2008)
7. Right Behind You (2017)

- The 4th Man (2016)

#### Серия „Детектив Д. Д. Уорън“ (Detective D.D. Warren)
1. Alone (2005)
Сам, изд. „СББ Медиа“ (2020), прев. Цветана Генчева
2. Hide (2007)
Крий се, изд. „СББ Медиа“ (2020), прев. Цветана Генчева
3. The Neighbor (2009)
Съседът, изд. „СББ Медиа“ (2020), прев. Цветана Генчева
4. Live to Tell (2010)
Единственият оцелял, изд. „СББ Медиа“ (2020), прев. Цветана Генчева
5. Love You More (2011)
Обичам те повече, изд. „СББ Медиа“ (2020), прев. Цветана Генчева
6. Catch Me (2012)
Хвани ме, изд. „СББ Медиа“ (2021), прев. Цветана Генчева
7. Fear Nothing (2014)
Без страх, изд. „СББ Медиа“ (2022), прев. Цветана Генчева
8. Find Her (2016)
Намери я, изд. „СББ Медиа“ (2022), прев. Цветана Генчева
9. Look For Me (2018)
Потърси ме, изд. „СББ Медиа“ (2022), прев. Цветана Генчева
10. Never Tell (2019)
Нито дума, изд. „СББ Медиа“ (2023), прев. Цветана Генчева
11. When You See Me (2020)

##### Новели към серията
- The Guy Who Died Twice (2019)
- The 7th Month (2012)
- The Laughing Buddha (2015) – с М. Дж. Роуз
- 3 Truths and a Lie (2016)

### Серия „Теса Леони“ (Tessa Leoni)
1. Love You More (2011)
2. Touch & Go (2013)
3. Crash & Burn (2015)

### Серия „Франки Елкин“ (Frankie Elkin)
1. Before She Disappeared (2021) изд. СББ Медиа, преведена от Цветана Генчева "Преди да изчезне"
2. One Step Too Far (2022) изд. СББ Медиа, преведена от Цветана Генчева "Една грешна стъпка"
3. Still See You everywhere (2024) изд. СББ Медиа, преведена от Цветана Генчева "Виждам те навсякъде"

### Като Алисия Скот

#### Самостоятелни романи
- Waking Nightmare (1994)

#### Серия „Разходка след полунощ“ (Walking After Midnight)
1. Walking After Midnight (1992)
2. Shadow's Flame (1994)

#### Серия „Групата на Гинес“ (Guiness Gang)
1. At the Midnight Hour (1995)
2. Hiding Jessica (1995)
3. The Quiet One (1996)
4. The One Worth Waiting for (1996)
5. The One Who Almost Got Away (1996)

#### Серия „Децата на Максимилиан / Семейни тайни“ (Maximillian's Children / Family Secrets)
1. Maggie's Man (1997)
2. MacNamara's Woman (1997)
3. Brandon's Bride (1998)

#### Участие в общи серии с други писатели

##### Серия „Запази Хейвън“ (Safe Haven)
21. At the Midnight Hour (1995)
от серията има още 49 романа от различни автори

##### Серия „Мъже в синьо“ (Men in Blue)
12. Marrying Mike...Again (2000)
от серията има още 13 романа от различни автори

### Екранизации
- 1995 At the Midnight Hour – тв филм, по романа, като Алисия Скот
- 2001 Инстинкт за убиване, Instinct to Kill – по романа The Perfect Husband
- 2004 The Survivors Club – тв филм
- 2011 Hide – тв филм